# Рось (озеро)
Рось (пол. Roś) — озеро в Польше в районе Мазурского поозёрья, на территории Варминьско-Мазурского воеводства.
Площадь водного зеркала — 18,88 км², но может колебаться в зависимости от сезона. Расположено на высоте 114 м над уровнем моря.
Наибольшая глубина 31,8 м. Максимальная длина — 11,4 километра.
Из озера вытекает река Писа.